# Bonaventura Berlinghieri
Bonaventura Berlinghieri (Luca, c. 1205 — Luca, depois de 1274) foi um pintor italiano do período gótico, um dos principais representantes da pintura da Escola Toscana. 

## Biografia

### Família
Era filho do pintor Berlinghiero Berlinghieri, dito o Velho, natural de Milão, fundador de um importante atelier de pintura em Luca, onde constituiu família, trabalhou e morreu. Ensinou e empregou um grupo de discípulos, entre eles seus filhos Marco, Bonaventura e Barone Berlinghieri, cuja obra muito deve ao exemplo do pai, definida como uma variante do gótico com forte influência da arte bizantina dos ícones dourados, iluminuras e mosaicos, estando de fato entre os pioneiros na introdução desta corrente na tradição pictórica da Toscana.
Berlinghiero é documentado poucas vezes em Luca: A primeira, em 25 de março 1228, descreve-o como natural de Milão, aparecendo com seus filhos na lista dos cidadãos de Luca que assinavam a paz entre Luca e Pisa. Em 1232 e 1235 é dito que ainda vivia. A última é um Crucifixo, pintado para o Mosteiro de Santa Maria dos Anjos, agora no Museu de Villa Guinigi. Berlinghiero fundou uma influente escola, tão coesa que é difícil atribuir a quem se deve especificamente cada uma de um considerável acervo de pinturas que lhe foi atribuído, mas é de todo provável que todos colaborassem na criação conjunta das obras, como era o hábito dos ateliês medievais. Numerosas obras já foram atribuídas a Berlinghiero desde a segunda metade do século XIX. Não se formou consenso, mas o grupo de atribuições é muito consistente.

### Bonaventura

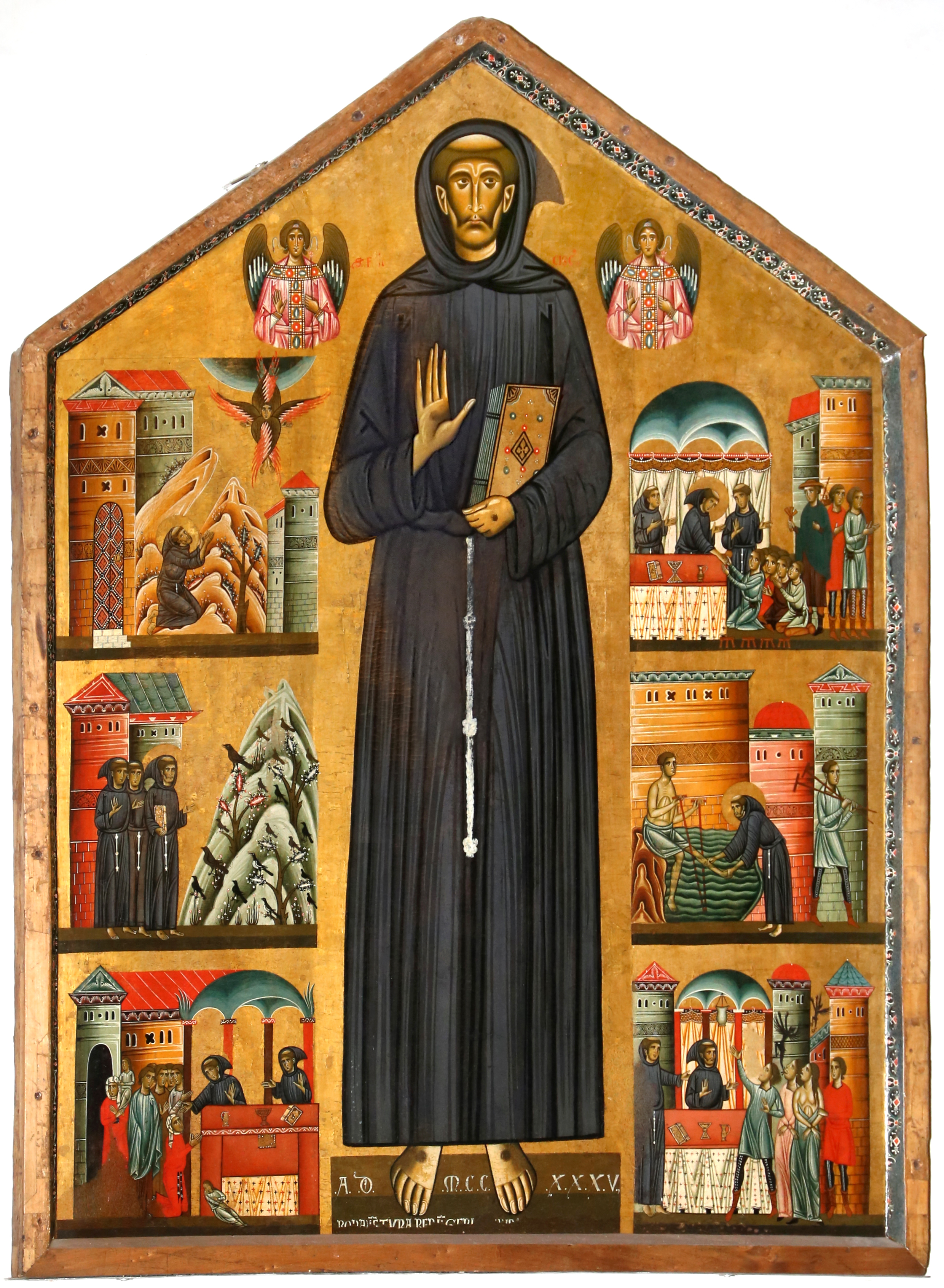
Bonaventura Berlinghieri: Vida de São Francisco de Assis, 1235

A vida de Bonaventura Berlinghieri é muito pobremente documentada. Nasceu em Luca presumivelmente nos primeiros anos do século XIII. O primeiro registro atestando sua existência é de 1228, quando já era adulto e foi citado junto com o pai e os irmãos. Em 1235 assinou uma peça de altar para a Igreja de São Francisco de Assis de Pescia, com cenas da vida do santo. Em 1244 o mestre escultor Lombardo, um dos fabriqueiros da Catedral de Luca, contratou-o para decorar uma sala com motivos de flores e pássaros na Casa Canônica, que já não existe. Em 1250 serviu de fiador para seu irmão Marco, em 1266 aparece tratando de assuntos ligados à morte do seu enteado Lupardo de Benincasa, e em 1274 é citado pela última vez ainda vivo. Foi casado duas vezes. A primeira com uma mulher desconhecida, e a segunda com a domina Pina, mãe de seu enteado Lupardo.

## Obra

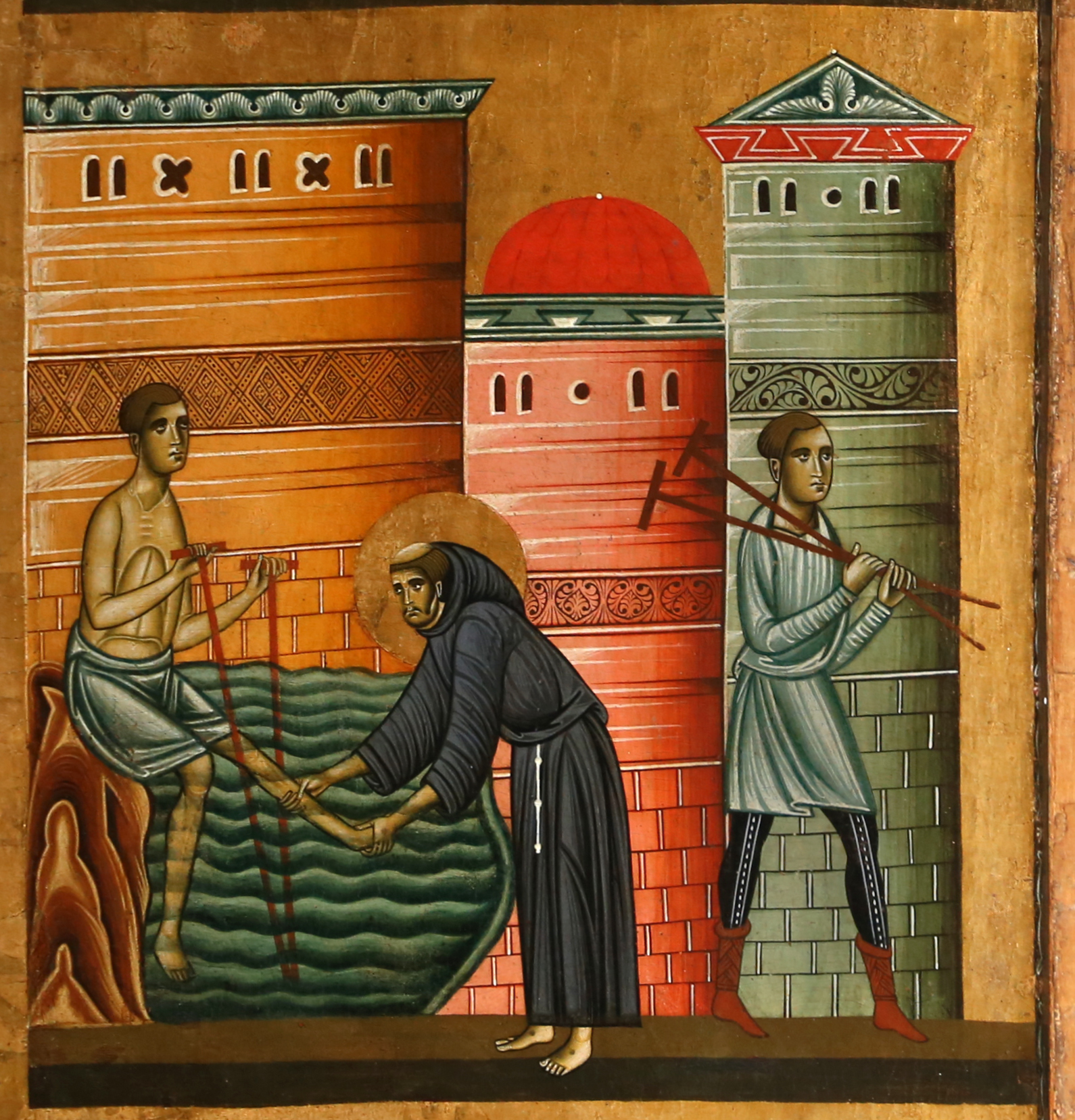
Cena da Vida de São Francisco de Assis, mostrando o milagre do coxo que volta a andar

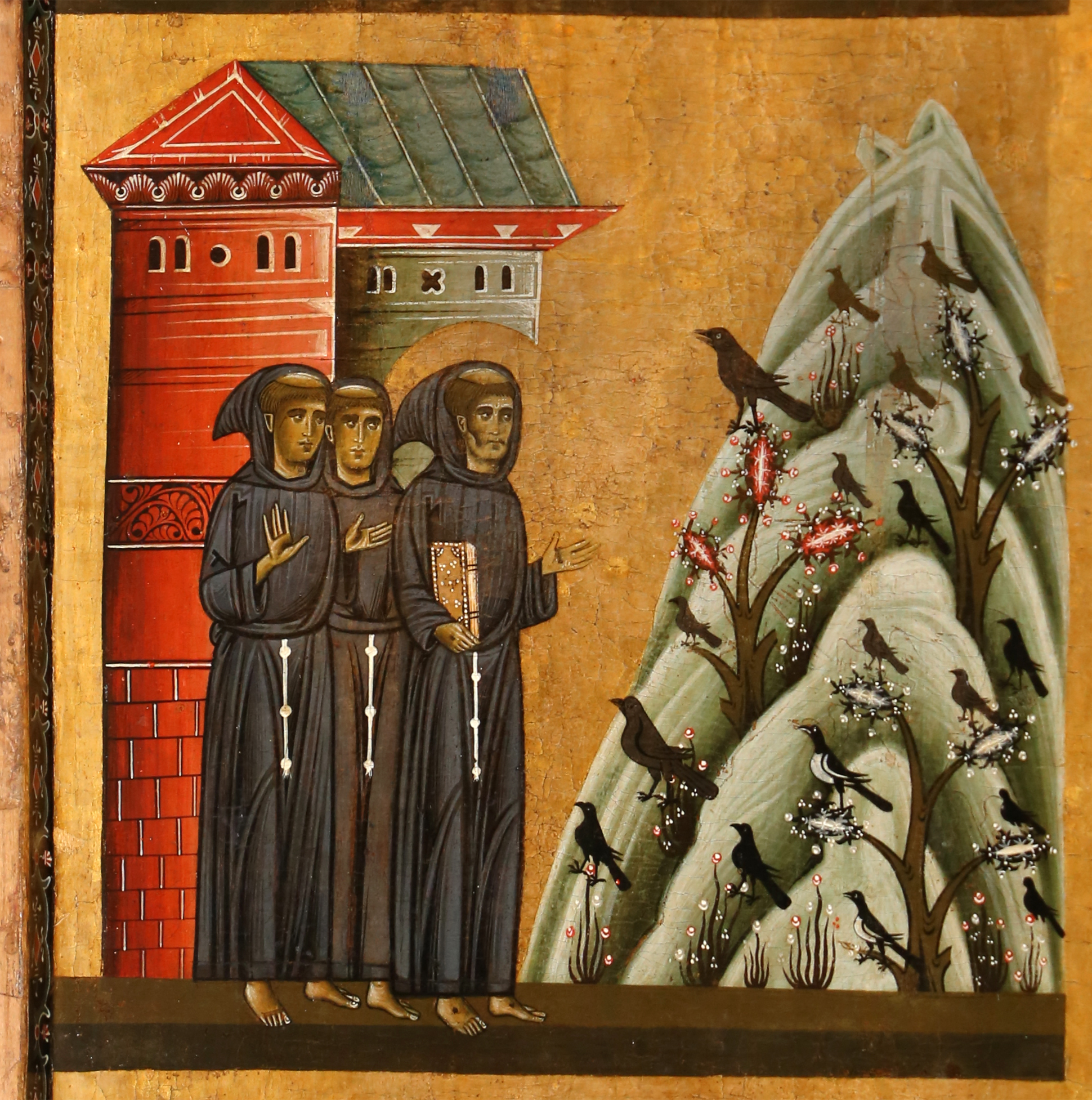
Cena da Vida de São Francisco de Assis, mostrando o sermão aos pássaros

A análise da sua produção e influência se baseia em sua única obra assegurada, a Vida de São Francisco de Assis produzida para a igreja de Pescia. É a primeira pintura conhecida representando o santo de Assis, criada poucos anos após sua morte, num gênero de composição devocional que se tornaria popular, conhecido como Vida, caracterizado por uma grande imagem de um santo no centro e cenas com episódios de sua carreira e milagres nas laterais ou em seu redor.
Nada se sabe sobre a localização exata da obra primitivamente na igreja. Tampouco sobre sua repercussão durante seu tempo, mas Paroma Chatterjee presume que tenha sido impactante, considerando suas grandes dimensões (160 x 123 cm), o aspecto augusto, austero e transcendente do santo, e a forte relação entre a retórica visual que apresenta e as técnicas de persuasão da hagiografia franciscana do período. Na sua análise, "tanto a imagem como os textos em questão exigem uma forma matizada, até mesmo truncada, de interação do espectador, que desencadeia questões relativas à eficácia da visão, do testemunho e da imitação. A este respeito, o painel de Bonaventura Berlinghieri parece um digno precursor da prática de Giotto de representar alternâncias rítmicas de volumes e vazios volumétricos que elucidam um conjunto relacionado de questões para o espectador sensível". Embora os textos e a imagem instruam sobre a vida de Francisco, seu interesse principal está na afirmação do milagre, do mistério e da verdade do divino, que convida o espectador à aproximação e meditação e mesmo à exaltação, mas ao mesmo tempo exige humildade e recato. Pelo menos duas cópias foram produzidas, preservadas na fortaleza Montecuccoli de Guiglia e no Vaticano.
Diz uma tradição que o original foi comprado em 1494 pela família Mainardi e instalado no terceiro altar do lado direito da nave, para celebrar a memória do defunto Matteo Mainardi. A obra foi coberta no fim do século XVI por um outro painel de Alessandro Bardelli, aberto no centro e deixando visível apenas a figura de Francisco. Em 1851 foi notada a existência das cenas laterais. Identificada inicialmente como uma obra de Margaritone de Arezzo, o achado de um manuscrito identificando-a como uma produção de Berlinghieri estabeleceu sua autoria, confirmada em 1857 quando Michele Ridolfi removeu temporariamente o painel de Bardelli, encontrando a data e assinatura do artista na base do retábulo. Em 1910 foi decidida a remoção definitiva do painel de Bardelli, sendo encarregada uma restauração ao Professor De Pray, que no entanto não teve bons resultados. Um outro restauro foi realizado antes de 1926, e um terceiro em 1982, realizado por Alfio del Serra, que removeu todos os retoques espúrios que restavam e reintegrou partes perdidas.
A partir da comparação estilística da Vida de São Francisco, diversas outras pinturas foram atribuídas a Berlinghieri, mas atualmente essas atribuições são controversas. O que parece certo é que o atelier fundado por seu pai, do qual Bonaventura é o principal integrante, exerceu significativa influência na pintura toscana do século XIII, sobre autores como o Mestre da Cruz das Oblatas e o Mestre de Calci, que desenvolveram uma abordagem altamente estilizada da figura humana.
Desde sua identificação definitiva a obra se tornou uma referência fundamental para o estudo da Escola Toscana do século XIII, é uma da mais famosas criações da pintura italiana deste período, e foi o modelo para uma multidão de composições no estilo Vida produzidas mais tarde para a devoção franciscana.